# Elmore (Ohio)
Pour les articles homonymes, voir Elmore.
Elmore est un village américain situé dans les comtés d'Ottawa et de Sandusky, dans l'Ohio. Selon le recensement de 2010, sa population est de 1 410 habitants.